# Le Theil-en-Auge
Le Theil-en-Auge – miejscowość i gmina we Francji, w regionie Normandia, w departamencie Calvados.
Według danych na rok 1990 gminę zamieszkiwały 124 osoby, a gęstość zaludnienia wynosiła 45 osób/km² (wśród 1815 gmin Dolnej Normandii Le Theil-en-Auge plasuje się na 762. miejscu pod względem liczby ludności, natomiast pod względem powierzchni na miejscu 1056.).